# 水汴頭 (臺中市)
水汴頭，是臺灣臺中市北屯區的一個傳統地域名稱，位於該區西北部凸出部分的東北側。相較於今日行政區，其範圍大致為仁美里北半部不含其東南側及西側洲際棒球場對副三角形地區。

## 歷史
台灣清治末期至日治初期，水汴頭地區為一街庄，稱為「水汴頭庄」，隸屬於捒東下堡。該庄北與東員寶庄為鄰，東北與甘蔗崙庄為鄰，東南邊、南邊及西邊南段為四張犁街，西邊北段上七張犁庄。
1901年（日治明治三十四年）11月，全台廢縣廳改設二十廳，該庄隸屬於臺中廳。1903年（明治三十六年）6月，該庄編入「四張犁區」，隸屬於臺中廳。1909年（明治四十二年）10月，合併二十廳為十二廳，四張犁區隸屬不變。1920年（大正九年），全台地方制度大改正，廢十二廳改設五州二廳，該庄改制為「水汴頭」大字，隸屬於臺中州大屯郡北屯庄。
戰後北屯庄改制為北屯鄉，隸屬於臺中縣，大字亦改制為村。1947年2月，北屯鄉併入省轄臺中市而改稱北屯區，村亦改制為里。1950年10月，中、彰、投分治，北屯區仍隸屬臺中市。2010年12月，臺中縣市合併為直轄臺中市，北屯區隸屬不變。

## 聚落
本地區有水汴頭聚落。

## 交通
省道台74線原稱「中彰快速道路」，現稱「快官霧峰線」，是彰化縣快官順時針繞行臺中市區外圍至霧峰的快速道路，大致以西向東經過本地區中部。由該道路向西轉西南可前往西屯、南屯、烏日等地，向東經潭子南部繞大彎轉南可前往北屯中部、太平、大里、霧峰等地。